# Yimenosaurus
Yimenosaurus – rodzaj prozauropoda z rodziny plateozaurów (Plateosauridae). Został opisany w 1990 roku przez Baia, Yanga i Wanga w oparciu o zniszczony szkielet z niekompletną czaszką wraz z żuchwą, obejmujący również kręgi, kości kończyn oraz kilka żeber (YXV8701). Do paratypu należą: zniszczona czaszka, większa niż holotypu, oraz kości kończyn. Skamieniałości te pochodzą z datowanych na wczesną jurę osadów formacji Fengjiahe w powiecie Yimen w Junnanie. Yimenosaurus był dużym prozauropodem – Bai i współpracownicy oszacowali jego długość na około dziewięć metrów. Nazwa rodzajowa Yimenosaurus pochodzi od miejsca znalezienia skamieniałości oraz greckiego słowa sauros, oznaczającego „jaszczur”, zaś gatunkowa gatunku typowego, youngi, honoruje chińskiego paleontologa Yanga Zhongjiana (znanego też jako Young Chung-Chien), który badał prozauropody z prowincji Junnan.